# General Foods
La General Foods era un'industria alimentare statunitense.

## Storia

### Post Cereal Company

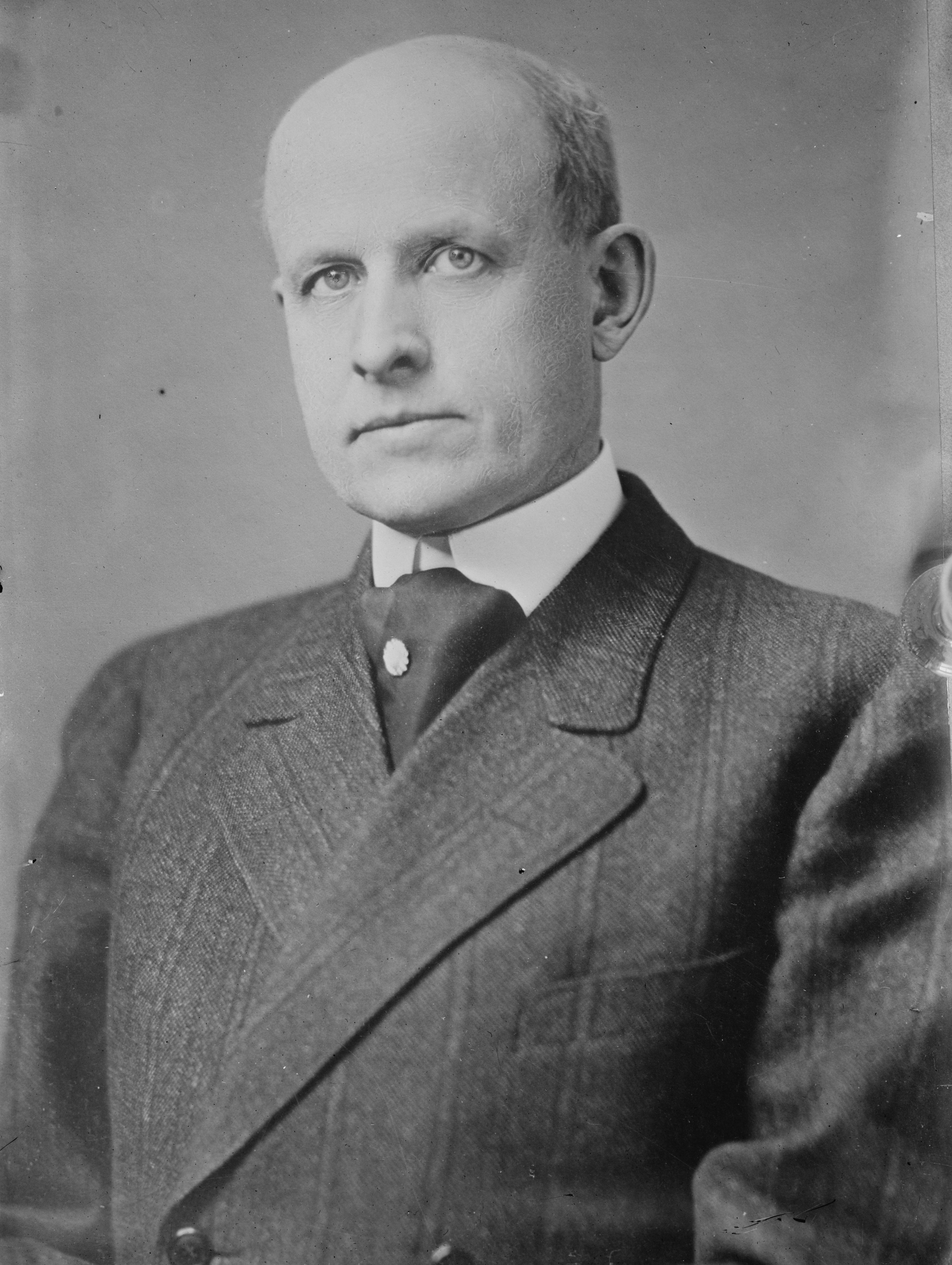
C. W. Post (ca 1910/14)

La General Foods risale al 1895, anno in cui C. W. Post fondò la Post Cereal Company di Battle Creek (Michigan). Dopo essere stato paziente presso la locale casa di cura, che era all'epoca diretta da John Harvey Kellogg (fratello del fondatore della celebre multinazionale alimentare), Post decise di prendere ad esempio il regime alimentare che seguivano i frequentatori del luogo per creare una sua linea di prodotti da vendere tramite la sua azienda, e rivaleggiare così con i Kellogg. Post decise di inaugurare la sua attività presso un fienile conosciuto come "Old Beardsley Farm", e spese 78 dollari per acquistare le prime attrezzature produttive. Il primo prodotto lanciato dalla neonata attività fu Postum, una cosiddetta "bevanda di cereali" con grano e melassa definita dall'azienda una migliore alternativa al caffè. La prima linea di cereali della Post furono i Grape-Nuts, lanciati nel 1897. Nel 1904 fu la volta degli Elijah's Manna (ribattezzati quattro anni dopo Post Toasties).

### General Foods
Marjorie Merriweather Post, figlia di C.W. Post, succedette al padre quando questi morì nel 1914. Durante gli anni venti, la società acquisì diversi marchi e aziende alimentari fra cui Jell-O (1925), Walter Baker & Company (1927), e Maxwell House (1928).
Nel 1926, dopo aver fatto scalo a Gloucester con la sua Sea Cloud, Marjorie Post mangiò del cibo che, come scoprì alla fine del pasto, era stato congelato mesi prima. Sorpresa della lunga durata di conservazione che hanno gli alimenti lasciati a bassissime temperature, lei decise di acquisire la General Seafood Corporation di Clarence Birdseye e produrre prodotti surgelati. Tuttavia, l'imprenditrice riuscì a convincere i manager della sua azienda a prendere possesso di quell'attività solo tre anni dopo. A seguito di questa acquisizione, la Postum cambiò nome in General Foods Corporation. Goldman rivendette la sua quota alla General Foods nel 1932 subendo una leggera perdita.
Nel 1932 l'azienda pubblicò un libro di cucina illustrato intitolato General Foods Cook Book, dedicato alle casalinghe americane, ed edito cinque volte in un lustro.
La General Foods fu acquisita dalla Philip Morris Companies nel 1985. Nel 1989, la Philip Morris fuse assieme la General Foods e la Kraft Foods, che aveva precedentemente acquisito nel 1987. La loro unione portò alla nascita della divisione "Kraft General Foods". I marchi di cereali della Nabisco vennero acquisiti nel 1993. Nel 1995, la Kraft General Foods venne ribattezzata "Kraft Foods". Il 15 novembre 2007, la Kraft annunciò che avrebbe scorporato la Post Cereals e unito quell'attività con la Ralcorp. Tale fusione terminò il 4 agosto 2008, momento in cui il nome ufficiale della società divenne Post Foods.